# Tenk
Tenk es un pueblo en el condado de Heves, Hungría.

## Historia
El pueblo aparece por primera vez escrito en 1310 con el nombre de "Thenky", pero es probable que el asentamiento existiera mucho antes. Bajo la ocupación turca, el pueblo fue continuamente punto de embarque de alimentos y armas. Una vez que el pueblo volvió a estar bajo control húngaro, pasó a estar bajo el dominio de la familia Szentmáriay. Al tratarse de un pueblo indefenso de siervos, no era un lugar particularmente atractivo para vivir, por lo que a finales del siglo XV fue abandonado y se convirtió en un pastizal. El pueblo no fue repoblado hasta finales del siglo XVIII.

## Demografía
En 2024, se estimaba la población del pueblo en 1 126 habitantes. En 2022, la población era 95,6% húngara, 0,7% gitana, 0,4% alemana y 2,5% de origen no europeo. El resto optó por no responder. La población era 52,2% católica y 4,0% reformada.